# Savalen
Savalen is een meer in Noorwegen. Het ligt in binnen de grenzen van de gemeenten Alvdal en Tynset in de provincie Hedmark. 
Aan het meer ligt ook de plaats Savalen, waar het Savalen Fjellhotel is gevestigd, een van de grootste recreatieoorden in de regio. In de nabij omgeving bevinden zich pistes voor het Alpineskiën en Langlaufen. 
Ook de Idrettsplass kunstijsbaan lag in de nabijheid van dit oord. Op deze ijsbaan werden vijf wereldrecords gereden door Hilbert van der Duim (8 maart 1977, junioren 1000m), Eric Heiden (12 en 18 maart 1978, 1000m en 3000m), Nancy Swider (16 maart 1980, 10.000m) en Bjørg Eva Jensen (7 maart 1985, 10.000m). Onder andere Frode Rønning, Jan Egil Storholt, Rolf Falk-Larssen en Johann Olav Koss reden er  Noorse records. De baan werd in 2009 gesloten.